# اپریل اونیل
اِپریل اونیل (به انگلیسی: April O'Neil) همواره به عنوان یکی از اصلی‌ترین دوست‌های لاک‌پشت‌های نینجا به‌شمار می‌آمده‌است. در سری ۱۹۸۷ او یک دستیار دانشمند بود که توسط لاک‌پشت‌ها از دست چند روبات نجات داده شد و کمک‌های بسیاری به آن‌ها در راه نابودی شردر و کرانگ کرد.او کاراته را در کنار اسپلینتر و لاک پشت ها یاد گرفت و با آن بلاهای زیادی را سر نینجا های شردر آورد به عنوان مثال او یک گروه ۳۰۰ نفری از نینجا هارا به راحتی یکه و تنها شکست داد و بیش از چهل نینجا را با دستان خود کشته است.
در سری ۲۰۰۳ او دستیار آزمایشگاه بکستر استاکمن بود. اپریل اولین بار لاک‌پشت‌ها را وقتی از روبات‌های موش‌گیر استاکمن نجاتش دادند، ملاقات کرد. او در بسیاری از ماجراهای لاکپشت‌های نینجا حضور داشت و در کار گروهی کارهایی را می‌کرد که لاک‌پشت‌ها قادر به انجام آن‌ها نبودند. در سری تلویزیونی ۱۹۹۷ و کتاب کمیک سری آرچی، اپریل یک خبرنگار معرفی شده بود.
در سری ۲۰۱۲ اپریل نوجوان دختر دانشمند معروف کربی انیل است که توسط کرنگ‌های فضایی ربوده شده‌اند. لاک‌پشت‌ها به‌طور اتفاقی متوجه دزدیده شدن او و پدرش می‌شوند و در نهایت اپریل را نجات می‌دهند اما موفق به نجات پدرش نمی‌شوند _ در قسمت ۲۴ فصل اول کربی هم نجات داده می‌شود _ به این ترتیب او به اولین دوست انسانی لاک‌پشت‌ها تبدیل می‌شود.
در این سری اپریل که سال‌ها پیش توسط کرنگ‌ها ربوده شده بود در اثر آزمایش‌های آن‌ها قدرت‌های ماوراء طبیعه به دست می‌آورد و به کمک استاد اسپیلینتر موفق می‌شود که آن‌ها را کنترل کند. اپریل موضوع اصلی دعواهای داناتلو و کیسی جونز است چرا که هر دو عاشق اپریل هستند هر چند که آوریل در طول پخش این سری جواب قطعی به هیچ یک نداد.
در جریان افتتاحیه رویداد گیمزکام ۲۰۲۱، کاراکتر اپریل اونیل برای بازی لاک پشت های نینجا جهش یافته نوجوان: انتقام خردکن معرفی شد.
لاک پشت های نینجا جهش یافته نوجوان: انتقام خردکن را می‌توان یکی از بازی‌های مورد انتظار علاقه‌مندان به بازی‌های Beat em Up و صد البته لاک پشت‌های نینجا دانست که چند ماه پیش معرفی و اعلام شده بود که در اواخر تابستان عرضه می‌شود.
این در حالی است که در جریان افتتاحیه گیمزکام ۲۰۲۱، جف کیلی اعلام کرد که لاک پشت های نینجا جهش یافته نوجوان: انتقام خردکن در سال ۲۰۲۲ عرضه می‌شود و ازطرفی، با انتشار یک تریلر شخصیت جدید این بازی هم معرفی شد.